# Real Madrid Baloncesto 1991-1992
Questa voce raccoglie le informazioni riguardanti il Real Madrid Baloncesto nelle competizioni ufficiali della stagione 1991-1992.

## Stagione
La stagione 1991-1992 del Real Madrid Baloncesto è la 36ª nel massimo campionato spagnolo di pallacanestro, la Liga ACB.

## Roster
Aggiornato al 23 gennaio 2025.
| Real Madrid Asegurator 1991-92 | Real Madrid Asegurator 1991-92 |
| Giocatori                      | Staff tecnico                  |
| ------------------------------ | ------------------------------ |

| N. | Naz.                                  | Ruolo | Nome                | Anno | Alt.   | Peso   |  |
| -- | ------------------------------------- | ----- | ------------------- | ---- | ------ | ------ |  |
| 4  | Spagna (bandiera)                     | P     | José Luis Llorente  | 1959 | 182 cm | 84 kg  |  |
| 5  | Spagna (bandiera)                     | G     | José María Silva    | 1972 | 192 cm |        |  |
| 6  | Spagna (bandiera)                     | C     | Fernando Romay (C)  | 1959 | 213 cm | 110 kg |  |
| 7  | Russia (bandiera) · Spagna (bandiera) | GA    | José Biriukov       | 1963 | 194 cm | 83 kg  |  |
| 8  | Spagna (bandiera)                     | C     | Tomás González      | 1971 | 203 cm |        |  |
| 9  | Spagna (bandiera)                     | P     | José Miguel Antúnez | 1967 | 183 cm | 79 kg  |  |
| 11 | Stati Uniti (bandiera)                | AC    | Rickey Brown        | 1958 | 207 cm | 98 kg  |  |
| 12 | Spagna (bandiera)                     | AP    | Enrique Villalobos  | 1965 | 194 cm |        |  |
| 13 | Spagna (bandiera)                     | AG    | Pep Cargol          | 1968 | 203 cm | 103 kg |  |
| 14 | Stati Uniti (bandiera)                | AP    | Mark Simpson        | 1961 | 203 cm | 98 kg  |  |
| 15 | Spagna (bandiera)                     | C     | Antonio Martín      | 1966 | 210 cm | 104 kg |  |
| 16 | Stati Uniti (bandiera)                | C     | Mark McNamara       | 1959 | 211 cm | 107 kg |  |
| 16 | Spagna (bandiera)                     | AC    | Ricardo Peral       | 1974 | 207 cm |        |  |

| Allenatore                                                                            |
| - George Karl (fino al 19 gennaio) - / Clifford Luyk (dal 20 gennaio)                 |
| Assistente/i                                                                          |
| - Ángel González - Tirso Lorente Legenda - (C) Capitano - (IN) Inattivo - Infortunato |

## Mercato

### Sessione estiva
| Acquisti | Acquisti            | Acquisti      | Acquisti   | Acquisti |
| R.a      | Nome                | da            | Modalità   |          |
| -------- | ------------------- | ------------- | ---------- | -------- |
| P        | José Miguel Antúnez | Estudiantes   | definitivo |          |
| AP       | Mark Simpson        | Caja Bilbao   | definitivo |          |
| AC       | Rickey Brown        | Reyer Venezia | definitivo |          |

| Cessioni | Cessioni        | Cessioni        | Cessioni       | Cessioni |
| R.       | Nome            | a               | Modalità       |          |
| -------- | --------------- | --------------- | -------------- | -------- |
| PG       | Ismael Santos   | Guadalajara     | fine contratto |          |
| G        | Juan Aísa       | Estudiantes     | fine contratto |          |
| AG       | Carl Herrera    | Houston Rockets | fine contratto |          |
| C        | Stanley Roberts | Orlando Magic   | fine contratto |          |

### Dopo l'inizio della stagione
| Acquisti | Acquisti      | Acquisti   | Acquisti       | Acquisti   |
| R.       | Nome          | da         | Data           | Modalità   |
| -------- | ------------- | ---------- | -------------- | ---------- |
| C        | Mark McNamara | Free agent | settembre 1991 | definitivo |

| Cessioni | Cessioni      | Cessioni   | Cessioni      | Cessioni       |
| R.       | Nome          | a          | Data          | Modalità       |
| -------- | ------------- | ---------- | ------------- | -------------- |
| C        | Mark McNamara | Free agent | novembre 1991 | fine contratto |